# Proutista monycha
Proutista monycha är en insektsart som beskrevs av Ronald Gordon Fennah 1978. Proutista monycha ingår i släktet Proutista och familjen Derbidae. Inga underarter finns listade i Catalogue of Life.